# Жари (гміна)
Гміна Жари (пол. Gmina Żary) — сільська гміна у північно-західній Польщі. Належить до Жарського повіту Любуського воєводства.
Станом на 31 грудня 2011 у гміні проживало 12044 особи.

## Площа
Згідно з даними за 2007 рік площа гміни становила 294.43 км², у тому числі:
- орні землі: 44.00%
- ліси: 47.00%

Таким чином, площа гміни становить 21.13% площі повіту.

## Населення
Станом на 31 грудня 2011:
| Опис     | Загалом | Загалом | Чоловіки | Чоловіки | Жінки | Жінки |
| -------- | ------- | ------- | -------- | -------- | ----- | ----- |
| одиниця  | осіб    | %       | осіб     | %        | осіб  | %     |
| все      | 12044   | 100     | 5944     | 49.35    | 6100  | 50.65 |
| міське   | 0       | 100     | 0        |          | 0     |       |
| сільське | 12044   | 100     | 5944     | 49.35    | 6100  | 50.65 |

## Сусідні гміни
Гміна Жари межує з такими гмінами: Вимяркі, Жаґань, Жаґань, Жари, Ілова, Ліпінкі-Лужицьке, Новоґруд-Бобжанський, Пшевуз, Ясень.